# Bofrost-Steria/Saison 2012
Dieser Artikel listet Erfolge und Fahrer des Radsportteams Bofrost-Steria in der Saison 2012 auf.

## Erfolge in der UCI Europe Tour
In der Saison 2012 gelangen dem Team nachstehende Erfolge in der UCI Europe Tour.
| Datum   | Rennen                     | Kat. | Sieger        |
| ------- | -------------------------- | ---- | ------------- |
| 20. Mai | 4. Etappe Ronde de l’Isard | 2.2  | Niels Vandyck |

## Zugänge – Abgänge
| Zugänge             | Team 2011                   | Abgänge          | Team 2012                   |
| ------------------- | --------------------------- | ---------------- | --------------------------- |
| Ingmar De Poortere  | Donckers Koffie-Jelly Belly | Stijn Steels     | EFC-Omega Pharma-Quickstep  |
| Steve Schets        | Donckers Koffie-Jelly Belly | Sibrecht Pieters | Terra Footwear Bicycle Line |
| Brecht Ruyters      | Neoprofi                    | Steven De Neef   | Karriereende                |
| Pieter Van Herck    | Neoprofi                    | Jeroen Hoorne    | Unbekannt                   |
| Kevin Van Hoovels   | Neoprofi                    | Kevin Van Dyck   | Unbekannt                   |
| Bert Van Lerberghe  | Neoprofi                    |                  |                             |
| Jens Vandenbogaerde | Neoprofi                    |                  |                             |
| Louis Vervaeke      | Neoprofi                    |                  |                             |

## Mannschaft
| Name                      | Geburtstag         | Nationalität |              |
| ------------------------- | ------------------ | ------------ | ------------ |
| Garrit Broeders           | 20. August 1990    | Belgien      |              |
| Ingmar De Poortere        | 27. Mai 1984       | Belgien      |              |
| Walt De Winter            | 24. November 1988  | Belgien      |              |
| Timothy Dupont            | 1. November 1987   | Belgien      |              |
| Joaquim Durant            | 29. Januar 1991    | Belgien      |              |
| Jeroen Lepla              | 13. August 1990    | Belgien      |              |
| Brecht Ruyters            | 14. Mai 1993       | Belgien      |              |
| Steve Schets              | 20. April 1984     | Belgien      |              |
| Dylan Teuns               | 1. März 1992       | Belgien      |              |
| Francesco Van Coppernolle | 16. April 1991     | Belgien      |              |
| Arnaud Van Den Abeele     | 26. Juni 1990      | Belgien      |              |
| Pieter Van Herck          | 8. September 1991  | Belgien      |              |
| Kevin Van Hoovels         | 31. Juli 1985      | Belgien      |              |
| Bert Van Lerberghe        | 29. September 1992 | Belgien      |              |
| Jens Vandenbogaerde       | 6. Januar 1992     | Belgien      |              |
| Niels Vandyck             | 30. August 1990    | Belgien      |              |
| Benjamin Verraes          | 21. Februar 1987   | Belgien      |              |
| Louis Vervaeke            | 6. Oktober 1993    | Belgien      |              |
| Kevin Verwaest            | 6. Januar 1989     | Belgien      |              |
| Emiel Wastyn              | 1. Januar 1992     | Belgien      |              |
| Stagiaires                | Stagiaires         | Nationalität | Nationalität |
| Rutger Roelants           | Rutger Roelants    | Belgien      |              |